# Stara Dąbrowa (województwo łódzkie)
Stara Dąbrowa – wieś w Polsce, położona w województwie łódzkim, w powiecie poddębickim, w gminie Pęczniew.
| SIMC    | Nazwa         | Rodzaj    |
| ------- | ------------- | --------- |
| 0709939 | Stara Dąbrowa | część wsi |

W latach 1975–1998 miejscowość należała administracyjnie do województwa sieradzkiego.